# Sowjetischer Fußballpokal 1957
Der Sowjetische Fußballpokal 1957 war nach einjähriger Pause die 17. Austragung des sowjetischen Pokalwettbewerbs der Männer. Im Gegensatz zum vorigen Wettbewerb nahmen die 12 Erstligisten und 62 der 64 Zweitligisten teil. Lokomotive Krasnojarsk und Lokomotive Komsomolsk wurden nachträglich in die zweite Liga aufgenommen und nahmen nicht am sowjetischen Pokal teil. Die Sieger im Pokal der Teilrepubliken wurden nicht mehr zugelassen.
Pokalsieger wurde Lokomotive Moskau. Das Team setzte sich im Finale gegen Spartak Moskau durch. Titelverteidiger ZSK MO Moskau war im Halbfinale der Finalrunde gegen den späteren Pokalsieger ausgeschieden.

## Modus
Die 62 Zweitligisten wurden geografisch in vier Zonen unterteilt, die die vier Gruppen der Klass B von 1957 widerspiegelten. In jeder Zone wurden drei Runden gespielt. In den Zonen 1 und 2 qualifizierten sich jeweils vier Teams, in den Zonen 3 und 4 jeweils zwei Teams für die Finalrunde. Dort stiegen die zwölf Erstligisten ein.
Alle Begegnungen wurden in einem Spiel entschieden. Stand es nach regulärer Spielzeit unentschieden, wurde das Spiel um zweimal 15 Minuten verlängert. Stand danach kein Sieger fest, wurde die Begegnung am folgenden Tag an gleicher Stelle wiederholt.

## Teilnehmende Teams
| Klass A (12) | Klass B (62) | Klass B (62) | Klass B (62) | Klass B (62) |
| Klass A (12) | Zone 1 (18) | Zone 2 (18) | Zone 3 (16) | Zone 4 (10) |
| --- | --- | --- | --- | --- |
| - Dynamo Moskau - Lokomotive Moskau - Spartak Moskau - Torpedo Moskau - ZSK MO Moskau - Burewestnik Kischinjow - Dynamo Kiew - Dinamo Tiflis - Krylja Sowetow Kuibyschew - Schachtjor Stalino - Spartak Minsk - Zenit Leningrad | - Awangard Charkow - Awangard Leningrad - Burewestnik Leningrad - Chimik Jaroslawl - Lokomotive Saratow - Metallurg Saporoschje - Neftjanik Grosny - Neftjanik Krasnodar - Krasnoje snamja Iwanowo - Schachtjor Kadijiwka - SKTschF Sewastopol - Team Woronesch - Torpedo Gorki - Torpedo Rostow - Torpedo Stalingrad - Torpedo Taganrog - Trudowyje Reserwy Stawropol - Trudowyje Reserwy Woroschilowgrad | - Awangard Nikolajew - Awangard Sormowo - Daugava Riga - Chimik Dnjeprodserschinsk - Dünamo Tallinn - Metallurg Dnjepropetrowsk - Pischtschewik Kaliningrad - Kolchosnik Poltawa - Pischtschewik Odessa - Schachtjor Stalinogorsk - SKWO Kiew - SKWO Lwow - Spartak Stanislaw - Spartak Uschgorod - Spartak Vilnius - Trud Stupino - Trudowyje Reserwy Leningrad - Uroschai Minsk | - Awangard Swerdlowsk - Dynamo Kirow - Kairat Alma-Ata - Kolchostschy Aschchabat - Krylja Sowetow Molotov - Neftjanik Ufa - Lokomotive Kutaissi - Lokomotive Tscheljabinsk - Neftjanik Baku - Pachtakor Taschkent - Spartak Frunse - Spartak Jerewan - SKWO Swerdlowsk - SKWO Tiflis - Uroschai Stalinabad - Zenit Ischewsk | - Burewestnik Tomsk - SKWO Chabarowsk - Dynamo Wladiwostok - Energija Irkutsk - Krasnaja Swjesda Omsk - Metallurg Stalinsk - Schachtjor Kemerowo - SibSelMasch Nowosibirsk - SKWO Tschita - Uroschai Barnaul |

## Vorrunde

### Zone 1

#### Viertelfinale
| Datum      |                    | Ergebnis |                    |
| ---------- | ------------------ | -------- | ------------------ |
| 28.04.1957 | Torpedo Stalingrad | 3:1      | Awangard Charkow   |
| 01.05.1957 | Torpedo Taganrog   | 3:1      | Awangard Leningrad |

#### Halbfinale
| Datum      |                             | Ergebnis  |                                   |
| ---------- | --------------------------- | --------- | --------------------------------- |
| 30.04.1957 | Torpedo Rostow              | 2:1       | Lokomotive Saratow                |
| 01.05.1957 | Metallurg Saporoschje       | 7:0       | Chimik Jaroslawl                  |
| 01.05.1957 | Schachtjor Kadijiwka        | 3:2 n. V. | Neftjanik Krasnodar               |
| 01.05.1957 | Trudowyje Reserwy Stawropol | 1:3       | SKTschF Sewastopol                |
| 02.05.1957 | Krasnoje snamja Iwanowo     | 2:0       | Burewestnik Leningrad             |
| 02.05.1957 | Team Woronesch              | 1:1 n. V. | Trudowyje Reserwy Woroschilowgrad |
| 02.05.1957 | Torpedo Gorki               | 4:1       | Neftjanik Grosny                  |
| 05.05.1957 | Torpedo Stalingrad          | 0:2       | Torpedo Taganrog                  |

##### Wiederholungsspiel
| Datum      |                | Ergebnis |                                   |
| ---------- | -------------- | -------- | --------------------------------- |
| 18.05.1957 | Team Woronesch | 6:1      | Trudowyje Reserwy Woroschilowgrad |

#### Finale
| Datum      |                         | Ergebnis |                    |
| ---------- | ----------------------- | -------- | ------------------ |
| 05.05.1957 | Krasnoje snamja Iwanowo | 3:1      | Torpedo Rostow     |
| 05.05.1957 | Schachtjor Kadijiwka    | 2:1      | SKTschF Sewastopol |
| 06.05.1957 | Metallurg Saporoschje   | 3:1      | Team Woronesch     |
| 14.05.1957 | Torpedo Gorki           | 2:0      | Torpedo Taganrog   |

### Zone 2

#### Viertelfinale
| Datum      |                           | Ergebnis  |                   |
| ---------- | ------------------------- | --------- | ----------------- |
| 01.05.1957 | Awangard Nikolajew        | 2:0       | Spartak Vilnius   |
| 02.05.1957 | Metallurg Dnjepropetrowsk | 2:2 n. V. | Spartak Uschgorod |

##### Wiederholungsspiel
| Datum      |                           | Ergebnis |                   |
| ---------- | ------------------------- | -------- | ----------------- |
| 03.05.1957 | Metallurg Dnjepropetrowsk | 3:0      | Spartak Uschgorod |

#### Halbfinale
| Datum      |                             | Ergebnis |                           |
| ---------- | --------------------------- | -------- | ------------------------- |
| 01.05.1957 | Dünamo Tallinn              | 2:1      | Trud Stupino              |
| 01.05.1957 | Kolchosnik Poltawa          | 2:1      | SKWO Kiew                 |
| 01.05.1957 | Pischtschewik Kaliningrad   | 1:0      | Uroschai Minsk            |
| 01.05.1957 | Schachtjor Stalinogorsk     | 0:2      | Spartak Stanislaw         |
| 01.05.1957 | SKWO Lwow                   | 2:0      | Pischtschewik Odessa      |
| 01.05.1957 | Trudowyje Reserwy Leningrad | 3:0      | Chimik Dnjeprodserschinsk |
| 02.05.1957 | Daugava Riga                | 0:3      | Awangard Sormowo          |
| 05.05.1957 | Metallurg Dnjepropetrowsk   | 2:1      | Awangard Nikolajew        |

#### Finale
| Datum      |                           | Ergebnis |                             |
| ---------- | ------------------------- | -------- | --------------------------- |
| 05.05.1957 | Dünamo Tallinn            | 1:0      | Trudowyje Reserwy Leningrad |
| 05.05.1957 | Pischtschewik Kaliningrad | 1:4      | Spartak Stanislaw           |
| 05.05.1957 | SKWO Lwow                 | 1:0      | Kolchosnik Poltawa          |
| 14.06.1957 | Metallurg Dnjepropetrowsk | 2:4      | Awangard Sormowo            |

### Zone 3

#### Viertelfinale
| Datum      |                          | Ergebnis |                         |
| ---------- | ------------------------ | -------- | ----------------------- |
| 27.03.1957 | SKWO Tiflis              | 3:2      | Spartak Jerewan         |
| 01.05.1957 | Krylja Sowetow Molotov   | 2:4      | Kairat Alma-Ata         |
| 01.05.1957 | Lokomotive Tscheljabinsk | 2:0      | Spartak Frunse          |
| 01.05.1957 | Uroschai Stalinabad      | 0:3      | Lokomotive Kutaissi     |
| 01.05.1957 | Zenit Ischewsk           | 2:0      | Kolchostschy Aschchabat |
| 02.05.1957 | Dynamo Kirow             | 2:1      | Neftjanik Baku          |
| 02.05.1957 | Neftjanik Ufa            | 1:2      | Awangard Swerdlowsk     |
| 03.05.1957 | SKWO Swerdlowsk          | 2:0      | Pachtakor Taschkent     |

#### Halbfinale
| Datum      |                          | Ergebnis  |                     |
| ---------- | ------------------------ | --------- | ------------------- |
| 05.05.1957 | Kairat Alma-Ata          | 1:0 n. V. | SKWO Tiflis         |
| 05.05.1957 | SKWO Swerdlowsk          | 2:1       | Dynamo Kirow        |
| 06.05.1957 | Awangard Swerdlowsk      | 3:1 n. V. | Zenit Ischewsk      |
| 08.05.1957 | Lokomotive Tscheljabinsk | 1:0       | Lokomotive Kutaissi |

#### Finale
| Datum      |                 | Ergebnis  |                          |
| ---------- | --------------- | --------- | ------------------------ |
| 19.05.1957 | SKWO Swerdlowsk | 0:0 n. V. | Awangard Swerdlowsk      |
| 02.06.1957 | Kairat Alma-Ata | 4:2       | Lokomotive Tscheljabinsk |

##### Wiederholungsspiel
| Datum      |                 | Ergebnis |                     |
| ---------- | --------------- | -------- | ------------------- |
| 20.05.1957 | SKWO Swerdlowsk | 3:1      | Awangard Swerdlowsk |

### Zone 4

#### Viertelfinale
| Datum      |                 | Ergebnis |                   |
| ---------- | --------------- | -------- | ----------------- |
| 08.05.1957 | SKWO Chabarowsk | 0+:- 1   | Burewestnik Tomsk |
| 12.05.1957 | SKWO Tschita    | 3:0      | Uroschai Barnaul  |

#### Halbfinale
| Datum      |                         | Ergebnis  |                      |
| ---------- | ----------------------- | --------- | -------------------- |
| 12.05.1957 | Dynamo Wladiwostok      | 1:0       | SKWO Chabarowsk      |
| 12.05.1957 | SibSelMasch Nowosibirsk | 1:2 n. V. | Schachtjor Kemerowo  |
| 19.05.1957 | Energija Irkutsk        | 2:3       | Krasnaja Swesda Omsk |
| 19.05.1957 | SKWO Tschita            | 0:2       | Metallurg Stalinsk   |

#### Finale
| Datum      |                     | Ergebnis |                      |
| ---------- | ------------------- | -------- | -------------------- |
| 19.05.1957 | Schachtjor Kemerowo | 2:0      | Dynamo Wladiwostok   |
| 26.05.1957 | Metallurg Stalinsk  | 1:0      | Krasnaja Swesda Omsk |

## Finalrunde

### 1. Runde
Teilnehmer: Zwei Sieger der Zonen 1, 2, 3, 4, sowie acht Erstligisten.
| Datum      |                         | Ergebnis |                        |
| ---------- | ----------------------- | -------- | ---------------------- |
| 24.05.1957 | SKWO Swerdlowsk         | 0:2      | Lokomotive Moskau      |
| 25.05.1957 | Schachtjor Kemerowo     | 1:6      | Zenit Leningrad        |
| 23.06.1957 | Awangard Sormowo        | 4:2      | Burewestnik Kischinjow |
| 08.07.1957 | Krasnoje snamja Iwanowo | 0:2      | Torpedo Moskau         |
| 13.07.1957 | Schachtjor Kadijiwka    | 0:5      | Dinamo Tiflis          |
| 14.07.1957 | Kairat Alma-Ata         | 1:2      | Dynamo Kiew            |
| 15.07.1957 | Metallurg Saporoschje   | 0:4      | Dynamo Moskau          |
| 17.07.1957 | Dünamo Tallinn          | 1:2      | Spartak Minsk          |

### Achtelfinale
Teilnehmer: Sie acht Sieger der 1. Runde, weitere vier Erstligisten und zwei Sieger der Zonen 1 und 2.
| Datum      |                    | Ergebnis  |                           |
| ---------- | ------------------ | --------- | ------------------------- |
| 05.06.1957 | SKWO Lwow          | 1:2       | Spartak Moskau            |
| 16.06.1957 | Spartak Stanislaw  | 1:0       | Krylja Sowetow Kuibyschew |
| 21.06.1957 | Torpedo Gorki      | 2:5       | Schachtjor Stalino        |
| 27.07.1957 | Spartak Minsk      | 0:2 n. V. | Awangard Sormowo          |
| 22.08.1957 | Lokomotive Moskau  | 3:1       | Dynamo Kiew               |
| 24.08.1957 | Zenit Leningrad    | 1:3       | Torpedo Moskau            |
| 25.08.1957 | Dinamo Tiflis      | 2:1       | Dynamo Moskau             |
| 25.08.1957 | Metallurg Stalinsk | 0:6       | ZSK MO Moskau             |

### Viertelfinale
| Datum      |                    | Ergebnis |                   |
| ---------- | ------------------ | -------- | ----------------- |
| 21.08.1957 | Spartak Moskau     | 4:2      | Spartak Stanislaw |
| 31.08.1957 | Lokomotive Moskau  | 5:2      | Awangard Sormowo  |
| 31.08.1957 | Schachtjor Stalino | 0:1      | ZSK MO Moskau     |
| 09.09.1957 | Torpedo Moskau     | 6:1      | Dinamo Tiflis     |

### Halbfinale
| Datum      |                   | Ergebnis |                |
| ---------- | ----------------- | -------- | -------------- |
| 19.10.1957 | Lokomotive Moskau | 1:0      | ZSK MO Moskau  |
| 20.10.1957 | Spartak Moskau    | 1:0      | Torpedo Moskau |

### Finale
| Paarung           | Lokomotive Moskau – Spartak Moskau |
| Ergebnis          | 1:0 (1:0) |
| Datum             | 26. Oktober 1957 |
| Stadion           | Olympiastadion Luschniki, Moskau |
| Zuschauer         | 103.000 |
| Schiedsrichter    | Nikolai Latyschew |
| Tore              | 1:0 Walentin Bubukin (19.) |
| Lokomotive Moskau | Wladimir Maslatschenko – Jewgeni Rogow, Gennadi Sabjelin, Alexander Klimatschjow (46. Iwan Tschernikow), Juri Kowaljow – Iwan Morgunow, Igor Saizew, Walentin Bubukin – Wiktor Sokolow, Wiktor Woroschilow , Boris Abramow Cheftrainer: Boris Arkadjew |
| Spartak Moskau    | Walentin Iwakin – Nikolai Tischtschenko, Anatoli Masljonkin, Michail Ogonkow – Alexei Paramonow, Igor Netto – Iwan Moser, Anatoli Issajew – Nikita Simonjan, Sergei Salnikow (46. Wiktor Mischin), Anatoli Iljin Cheftrainer: Nikolai Guljajew         |
| Besonderheiten    | Iwakin hält Handelfmeter von Woroschilow (65.) |